# Distrito de Calw
El distrito de Calw (en alemán: Landkreis Calw) es un distrito (Kreis) situado en el centro del estado de Baden-Wurtemberg, en Alemania. Pertenece a la región de Karlsruhe. Los distritos vecinos son (empezando por el norte y en el sentido de las agujas del reloj) Karlsruhe, Enz, la ciudad independiente de Pforzheim, Böblingen, Freudenstadt y Rastatt.

## Geografía

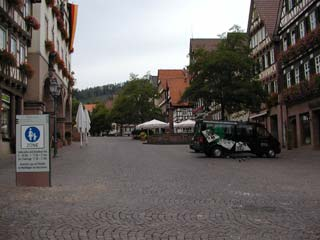
Mercado de Calw

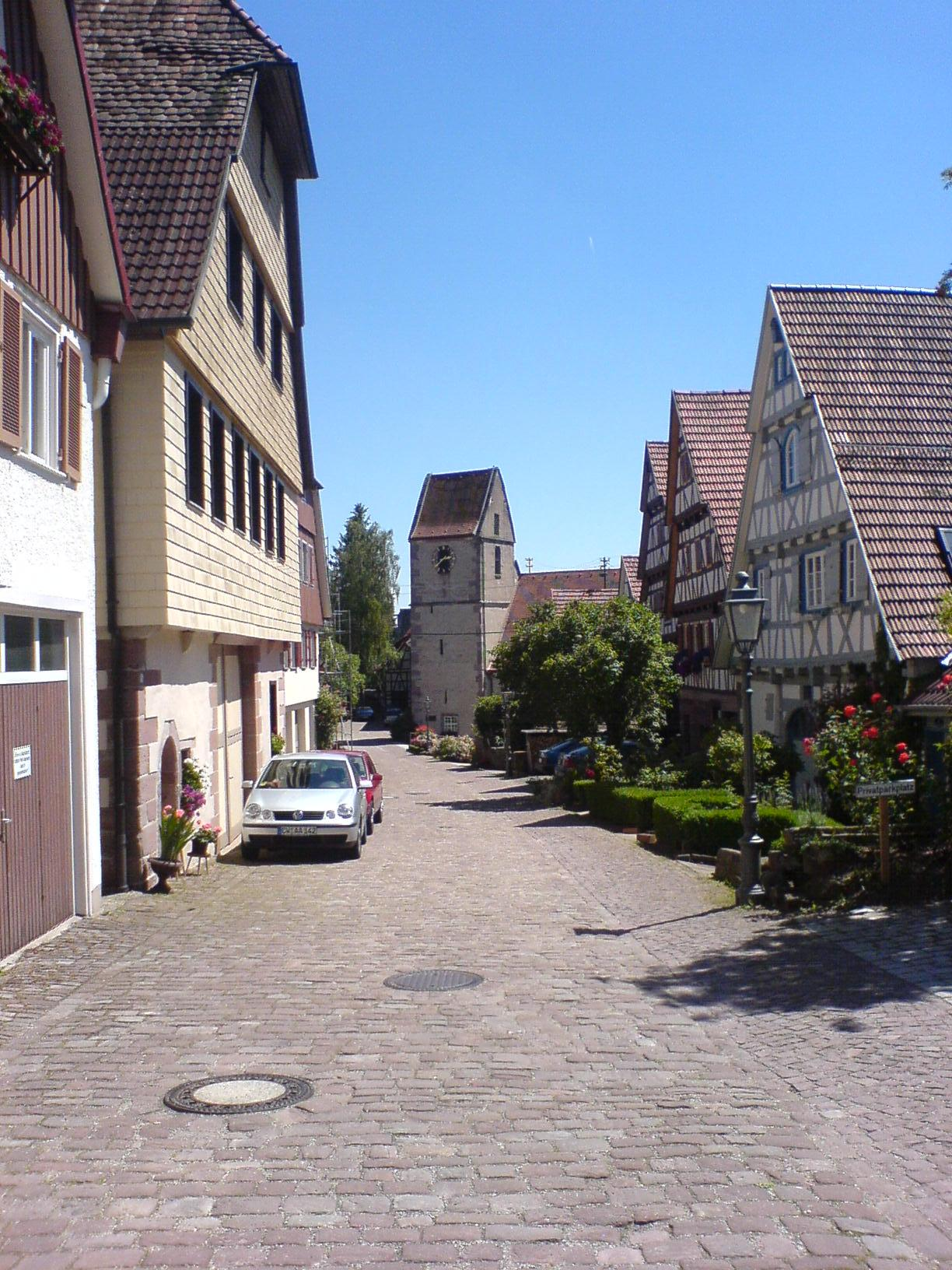
Ciudad de Zavelstein, cerca de Calw.

El distrito pertenece a la parte septentrional de las montañas de la Selva Negra. Los ríos principales son el Nagold y el Enz.

## Asociaciones
Desde 1991 el distrito está asociado con el distrito de Freiberg, en Sajonia.

## Escudo
| Escudo | El escudo de armas, que es casi idéntico al escudo de armas de la ciudad de Calw, muestra al león de los Condes de Calw sobre tres montañas. Las tres montañas representan los tres Oberämter que fueron fusionados para formar el distrito. La fuente del fondo representa los manantiales y los balnearios del distrito. |

## Ciudades y municipios
| Ciudades | Distritos administrativos                                                                                       | Municipios |
| --- | --- | --- |
| 1. Altensteig 2. Bad Herrenalb 3. Bad Liebenzell 4. Bad Teinach-Zavelstein 5. Bad Wildbad 6. Calw 7. Haiterbach 8. Nagold 9. Neubulach 10. Wildberg | 1. Altensteig 2. Althengstett 3. Bad Herrenalb 4. Bad Liebenzell 5. Teinachtal 6. Calw 7. Nagold 8. Bad Wildbad | 1. Althengstett 2. Dobel 3. Ebhausen 4. Egenhausen 5. Enzklösterle 6. Gechingen 7. Höfen (Enz) 8. Neuweiler 9. Oberreichenbach 10. Ostelsheim 11. Rohrdorf 12. Schömberg 13. Simmersfeld 14. Simmozheim 15. Unterreichenbach |